# Вагензейль, Иоганн Кристоф
Иоганн Кристоф Вагензейль (нем. Johann Christoph Wagenseil; 26 ноября 1633, Нюрнберг — 9 октября 1705) — немецкий профессор истории и гражданского права, востоковед и христианский гебраист, наставник сыновей кайзера.

## Биография
Вагензейль родился в Нюрнберге 26 ноября 1633 года. В юности обучался в Стокгольме, Грайфсвальде и Ростоке. В 1649 году он поступил в университет Альтдорфа.
Знанием еврейского языка обязан своему общению в 20-летнем возрасте с еврейской общиной Вены, в которой проживал длительное время. Знакомством с древнееврейским языком Вагензейль был обязан преимущественно Эноху Леви, около 1670 г. переселившемуся из Вены в Фюрт. Специально изучал вопросы еврейской теологии.
Много путешествовал по Европе и стал членом многочисленных научных обществ. В 1665 году он получил степень доктора права в Орлеанском университете.
В 1667 году он стал профессором истории и гражданского права в Альтдорфе, а затем служил профессором восточных языков в том же университете с 1674 по 1697 год. После 1667 года он занимал кафедру церковного права вплоть до самой смерти. Вагензейль дважды служил в качестве ректора в Альтдорфе, а в 1699 году он занял почётную должность университетского библиотекаря.
С особой охотой изучал антихристианские сочинения разных еврейских писателей и с этою целью даже предпринимал большие путешествия, разыскивая соответствующий материал. Результатом стал сборник «Оружие сатаны» («Tela Ignea Satanæ …»; Альтдорф, 1681), в который вошла и апология «Хиззук Эмуна» (Укрепление веры) караима Исаака Трокского. Будучи — на основании изучения книги «Толедот Йешу» — глубоко убеждён в том, будто евреи действительно позволяют себе поносить христианство, Вагензейль обратился к монархам Европы с воззванием «Denunciatio christiamade blasphemiis judaeorum in Jesum Christum» (ibid., 1703), требуя принятия строгих мер против евреев. При этом оставался ярым противником насильственного крещения и подобных мероприятий и даже посвятил специальное исследование опровержению обвинения евреев в ритуальном убийстве.
Умер 9 октября 1705 года в Альтдорфе.

## Труды
Автор многих трудов на латинском и немецком языках. Некоторые из них:
- Латинский перевод трактата Мишны «Сота» (Альтдорф, 1674). Вагензейль поместил в конце своего «Sota» поправки к изданию Гакшпаном[нем.] «Сефер га-Ниццахон» (Альтдорф, 1644) — под заглавием «Correctiones Lipmannianae»[10].
- Собрание мелких сочинений под общим заглавием «Benachrichtigungen wegen einiger die gemeine Jüdischheit betreffenden Sachen» — включает следующие трактаты:
  - 1) «Quomodo cum judaeo in colloquio, forte fortuno nato, agendum»;
  - 2) «Judaeos non uti sanguine Christiane»;
  - 3) «Quomodo usura judaeorum averti possit»;
  - 4) «De precatione judaica Olenu»;
  - 5) «Denunciatio christiana de blasphemiis»;
  - 6) «Apologia»;
  - 7) «Denunciatio ad magistratus christianos de juribus eorum a judaeis violatis»;
  - 8) «An christianus salva religione judaeo die sabbati inservire possit»[8].
- «Оружие сатаны» (Tela ignea Satanae sive arcani et horribiles judaeorum adversus Christum, Deum et christianam religionem libri (Альтдорф, 1681)
- «De sacri Rom. Imp. libera civitate Norimbergensi commentatio. Accedit de Germaniae phonascorum origine etc.» (1697; со статьей в 140 страниц о мейстерзингерах, с приложением мелодий Фрауэнлоба, Мюглина, Марнера и Регенбогена[нем.])[5].
- Exercitationes Sex Varii Argumenti (Альтдорф, 1698)
- «Belehrung der jüdisch-deutschen Red- und Schreibart» (2 изд., Кенигсберг, 1699)
- «Rabbi Moses Stendals nach jüdischer Redeart vorlängst in Reimen gebrachte Psalmen Davids» (Лейпциг, 1700)
- Denunciatio Christiana de Blasphemiis Judæorum in Jesum Christum (Альтдорф, 1703)
- Disputatio Circularis de Judæis (Альтдорф, 1705)
- Hoffnung der Erlösung Israels (Альтдорф, 1705; 2-е изд. 1707)